# Jur
Jur är en flod i västra Sydsudan. Den flyter från vattendelaren mellan Nilens och Kongoflodens avrinningsområden. Nära Wau får den tillflöde från flera bifloder, Busseri, Wau och Numatinna. Den flyter sedan i en nord-till-nordvästlig riktning och förenar sig med Bahr al-Ghazal på västra sidan av träskmarken Sudd. Bahr al-Ghazal rinner sedan ut i Vita Nilen.
Jur är ungefär 485 km och varierar mycket i storlek under året. Dess flöde kan nå 400 m³/s i september.
"Jur" är ett ord från dinkaspråket och betyder främmande, det vill säga icke-dinka.

## Artikelursprung
Den här artikeln är helt eller delvis baserad på material från engelskspråkiga Wikipedia, Jur River, tidigare version.